# Ismail al-Faruqi
Ismaʻīl Rājī al-Fārūqī (arabiska: إسماعيل راجي الفاروقي 1 januari 1921 – 27 maj 1986) var en palestinsk-amerikansk filosof känd för sina bidrag till islamstudier och interreligiös dialog. Han tillbringade flera år vid Al-Azhar University i Kairo och undervisade vid universitet i Nordamerika, inklusive McGill University i Montreal, Kanada. Al-Faruqi var professor i religion vid Temple University, där han grundade och ledde programmet för Islamic Studies. Han grundade även International Institute of Islamic Thought (IIIT). Al-Faruqi författade över 100 artiklar och 25 böcker, inklusive Christian Ethics: A Historical and Systematic Analysis of Its Dominant Ideas och Al-Tawhid: Its Implications For Thought And Life.

## Tidigt liv och utbildning
Al-Faruqi föddes i Jaffa, under det brittiska mandatet Palestina. Hans far, 'Abd al-Huda al-Faruqi, var en Islamic domare (qadi). Al-Faruqi fick sin tidiga religiösa utbildning hemma och i den lokala moskén. År 1936 började han vid det franska Dominikanska Collège des Frères de Jaffa.
År 1942 utsågs han till registrerare av kooperativa samhällen under det brittiska mandatets regering i Jerusalem. År 1945 blev han distriktschef i Galilee. Efter arabisk-israeliska kriget 1948 emigrerade al-Faruqi till Beirut, Libanon, där han studerade vid American University of Beirut. Han fortsatte sedan sina studier vid Indiana University, där han tog en M.A. i philosophy med en avhandling betitlad The Ethics of Reason and the Ethics of Life (Kantian and Nietzschean Ethics) 1949.
I sin masteruppsats undersökte al-Faruqi etiken hos Immanuel Kant och Friedrich Nietzsche. Han fortsatte med en andra M.A. i filosofi från Harvard University 1951 och avlade sin doktorsexamen med en avhandling betitlad On Justifying the Good från Indiana University 1952. I sin doktorsavhandling argumenterade al-Faruqi att värden är absoluta, självexisterande essenser som är kända a priori genom emotionell intuition. Han baserade sina teorier på Max Schelers användning av fenomenologi och Nicolai Hartmanns studier i etik.
Hans studier ledde honom till slutsatsen att frånvaron av en transcendent grund leder till moralisk relativism, vilket fick honom att omvärdera sitt islamiska arv. Inom sex år efter ankomsten till USA insåg han behovet av en mer grundlig studie av islam, vilket ledde honom till att studera vid Al-Azhar University i Egypten. När han lämnade USA hade han utvecklat nya frågor om moraliska skyldigheter och strävade efter att integrera sina intellektuella strävanden med sin islamiska identitet.

## Akademisk karriär
År 1958 erbjöds al-Faruqi en gästforskartjänst vid McGill University's Fakultet för Teologi. Han bodde i Ville St. Laurent och gick med i McGill University's Institute of Islamic Studies på inbjudan av dess grundare, Wilfred Cantwell Smith. Från 1958 till 1961 undervisade han tillsammans med Smith och blev känd för sin dynamiska och originella inställning till islamisk tankegång. Under sin tid där studerade han kristen teologi och judendom och blev bekant med den pakistanske filosofen Fazlur Rahman. År 1961 arrangerade Rahman en tvåårig tjänst för al-Faruqi vid Central Institute of Islamic Research i Karachi, Pakistan, för att exponera honom för olika muslimska kulturer. Al-Faruqi arbetade där som gästprofessor från 1961 till 1963.
År 1964 återvände al-Faruqi till USA och tjänstgjorde som gästprofessor vid University of Chicago's Divinity School och som docent vid Syracuse University. År 1968 anslöt han sig till Temple University som professor i religion, där han grundade programmet för Islamic Studies och innehade tjänsten fram till sin död 1986. Under sin tid vid Temple University handledde al-Faruqi många studenter, inklusive sin första doktorand, John Esposito.
I mars 1977 spelade al-Faruqi en betydande roll i den första världskonferensen om muslimsk utbildning i Makkah. Denna konferens inkluderade deltagare som Muhammad Kamal Hassan, Syed Muhammad Naquib al-Attas och Syed Ali Ashraf, bland andra. Konferensen lade grunden för etableringen av islamiska universitet i Dhaka, Islamabad, Kuala Lumpur, Kampala och Niger. Al-Faruqi var central i konferensens överläggningar och utvecklingen av dess handlingsplaner.

## Filosofi och tankar

### Tidiga tankar: Arabism
Al-Faruqi fokuserade initialt på urubah (arabism). Han argumenterade för att urubah var kärnidentiteten och värderingarna som förenade alla muslimer till en enda gemenskap av troende (ummah). Al-Faruqi ansåg att arabiska, som språket i Koranen, var avgörande för att fullt ut förstå den islamiska världsuppfattningen. Han menade att urubah var oskiljaktig från muslimsk identitet och omfattade både språkliga och religiösa dimensioner.
Al-Faruqi betonade också konceptet tawhid (monoteism) som ett centralt element i arabisk religiös medvetenhet, vilket han fann i judendom, kristendom och islam. Denna idé betonade en gemensam ström av monoteistiska trosuppfattningar över dessa religioner, rotad i arabisk kultur och språk. Han trodde att islam och monoteism var gåvor från arabisk medvetenhet till mänskligheten, vilket stod i motsats till rasbaserad nationalism i modern tid.
Denna ståndpunkt kritiserades av vissa forskare för dess upplevda essentialistiska och arabcentrerade synsätt. Kritiker, inklusive icke-arabiska muslimska intellektuella, ifrågasatte hans påstående att arabiska var den enda lämpliga språkliga strukturen för islamisk tankegång. Al-Faruqis tid i Pakistan, där han utsattes för olika muslimska kulturer, ändrade inte mycket på hans arabcentrerade åsikter initialt.

### Skifte till islamism
Al-Faruqis perspektiv utvecklades avsevärt efter hans flytt till USA. Hans engagemang med Muslim Students' Association (MSA) vid Temple University introducerade honom för muslimska studenter med olika kulturella bakgrunder. Exponeringen fick honom att ompröva sitt tidigare fokus på arabism. Han började prioritera en bredare islamisk identitet över arabisk nationalism, och sa, "Tills för några månader sedan var jag en palestinier, en arab och en muslim. Nu är jag en muslim som råkar vara en arab från Palestina". Vidare reflekterade al-Faruqi, "Jag frågade mig själv: Vem är jag? En palestinier, en filosof, en liberal humanist? Mitt svar var: Jag är en muslim".
Detta skifte påverkades också av hans engagemang i interreligiös dialog, där han började se vikten av en enad islamisk identitet för att främja meningsfulla samtal med icke-muslimer. Al-Faruqis engagemang i MSA och hans möten med olika muslimska kulturer i USA förstärkte ytterligare hans bredare islamiska identitet över hans tidigare arabcentrerade åsikter.

### Meta-religion
Al-Faruqi strävade efter att etablera meta-religiösa principer baserade på förnuft för att utvärdera religioner mot universella standarder snarare än mot varandra. Detta ambitiösa projekt syftade till att hitta gemensam mark för förståelse och samarbete mellan olika trosuppfattningar. Han föreslog flera vägledande principer för dialog, inklusive att all dialog är föremål för kritik, kommunikation måste följa lagar om intern och extern koherens, dialog bör korrespondera med verkligheten och vara fri från "kanoniska figurationer", samt en fokusering på etiska frågor snarare än teologiska dispyter.
Al-Faruqi trodde att meta-religiös dialog kunde tjäna som ett medel för att uppnå ömsesidig förståelse och respekt mellan olika trosgemenskaper, vilket hjälper till att överbrygga klyftan skapad av doktrinära skillnader. Hans fokus på etik över teologi var avsett att underlätta mer konstruktiva och mindre kontroversiella interreligiösa engagemang.

### Holistisk kunskap
Al-Faruqi bidrog avsevärt till utvecklingen av konceptet holistisk kunskap och uttryckte oro över sekulariseringen av kunskap i muslimska samhällen. Han diskuterade "ummah's sjukdom" och hävdade att beroendet av västerländska sekulära verktyg och metoder ledde till en avkoppling från de ekologiska och sociala realiteterna i muslimska nationer, vilket ofta ignorerade brott mot islamisk etik. Han betonade vikten av att integrera islamiska principer med modern kunskap för att hantera samtida utmaningar och upprätthålla ummahs etiska integritet.
Al-Faruqis senare intellektuella ansträngningar fokuserade på islamisering av kunskap. Han sökte harmonisera islamiska principer med moderna akademiska discipliner och förespråkade en holistisk integration av tro och förnuft. Hans arbete på detta område kulminerade i grundandet av IIIT, som syftade till att utveckla en islamisk epistemologi och metodologi för olika studieområden.
Al-Faruqi betonade behovet av att integrera islamisk kunskap med moderna vetenskaper. Han trodde på att utveckla en enhetlig islamisk läroplan som införlivar samtida discipliner samtidigt som de grundas i islamisk tankegång. Hans tillvägagångssätt innefattade en systematisk process för att identifiera och eliminera element som är inkompatibla med islamiska principer och integrera islamiska värderingar i olika akademiska discipliner.
Med stort fokus på utbildningsreform förespråkade al-Faruqi skapandet av omfattande läroplaner och akademiska institutioner som kombinerar islamiska och moderna vetenskaper. Detta tillvägagångssätt syftade till att producera forskare som är skickliga inom båda områdena, kapabla att hantera samtida utmaningar från ett islamiskt perspektiv. Al-Faruqi betonade också vikten av läroplansutveckling, praktiska strategier för implementering och ett holistiskt tillvägagångssätt för att reformera hela utbildningssystemet.

### Syn på sionism
Al-Faruqi var en uttalad kritiker av sionism, och ansåg att det var oförenligt med judendom på grund av dess nationalistiska ideologi. Han argumenterade för att orättvisorna orsakade av sionismen krävde dess avveckling. Han föreslog att tidigare israeliska judar som avsade sig sionismen kunde leva som en "ummatic community" inom den muslimska världen, och följa judisk lag tolkad av rabbinska domstolar inom en islamisk ram. Detta synsätt betonade hans engagemang för en vision av rättvisa rotad i islamiska principer.

## Akademiska prestationer
År 1980 grundade al-Faruqi International Institute of Islamic Thought (IIIT) tillsammans med Taha Jabir Alalwani, Abdul Hamid AbuSulayman och Anwar Ibrahim.
Al-Faruqi bidrog till islamstudier genom sina omfattande skrifter och engagemang i akademiska och interreligiösa organisationer. Han författade över 100 artiklar i vetenskapliga tidskrifter och magasin och publicerade 25 böcker, inklusive Christian Ethics: A Historical and Systematic Analysis of Its Dominant Ideas (1968), Islam and the Problem of Israel (1980), och Al-Tawhid: Its Implications For Thought And Life (1982). Han var involverad i att etablera Islamic Studies Group vid American Academy of Religion och tjänade som dess ordförande i tio år. Dessutom innehade han positioner som vice ordförande för Inter-Religious Peace Colloquium och ordförande för American Islamic College i Chicago.
Al-Faruqi föreslog konceptet tawhid (monoteism) som en enande princip inom islamisk tankegång, och betonade dess relevans i olika aspekter av livet, inklusive etik, politik och utbildning. Hans initiativ "Islamization of knowledge" syftade till att integrera islamiska principer med moderna akademiska discipliner och främja en holistisk integration av tro och förnuft. Vid IIIT involverades hans arbete i att skapa en ram för en islamisk epistemologi, inklusive utveckling av läroplaner och forskningsmetoder baserade på islamisk tankegång. Detta initiativ syftade till att hantera de utmaningar som sekulariseringen medför och engagera sig med den intellektuella traditionen inom islam.
Enligt Ibrahim Kalin var al-Faruqis "Islamization of knowledge" främst inriktad på humaniora, och exkluderade modern vetenskaplig kunskap, vilket ledde till ett sociologiskt fokus inom islamisk kunskap och förbisåg den sekulariserande effekten av modern vetenskap.
Al-Faruqi var också engagerad i interreligiös dialog och främjade ömsesidig förståelse och samarbete mellan olika religiösa samhällen. Hans ansträngningar syftade till att främja en global miljö av fred och respekt, genom att lyfta fram gemensamma drag mellan islam, kristendom och judendom.

## Samtida relevans
Al-Faruqis idéer om islamisering av kunskap fortsätter att påverka samtida islamisk tankegång. Hans betoning på att integrera islamiska principer med moderna akademiska discipliner förblir relevant för forskare och utbildare som strävar efter att harmonisera tro och förnuft. Hans arbete citeras ofta vid akademiska konferenser och i publikationer om islamisk tankegång och utbildning.
Al-Faruqis bidrag till interreligiös dialog är också allmänt erkända. Hans ansträngningar att främja ömsesidig förståelse och samarbete mellan olika religiösa samhällen har noterats i flera vetenskapliga verk. Hans tillvägagångssätt för interreligiös dialog, som betonade gemensamma drag mellan islam, kristendom och judendom, anses vara ett viktigt bidrag till att främja en global miljö av fred och respekt.
Hans bidrag till det muslimska samhället i Montreal och hans inflytande på islamisk forskning har erkänts postumt.

## Död
I maj 1986 mördades al-Faruqi och hans fru i deras hem i Wyncote, Pennsylvania av Joseph Louis Young, även känd som Yusuf Ali. Young erkände brottet, dömdes till döden och dog i fängelse av naturliga orsaker 1996. Attacken lämnade också deras dotter, Anmar al-Zein, svårt skadad men hon överlevde efter omfattande medicinsk behandling. Olika teorier har föreslagits angående motiven bakom morden, inklusive ett misslyckat inbrott och politiskt motiverat attentat.